# راي واتسون
راي واتسون (بالإنجليزية: Ray Watson)‏ هو سياسي أمريكي، ولد في 1936.